# عدنان عضيمة
عدنان عضيمة (12 يونيو 1945 في اللاذقية، سوريا -)؛ كاتب، صحفي، ومترجم سوري، متخصص في العلوم والتكنولوجيا منذ عام 1980.

## عنه
ولد في مدينة اللاذقية في سوريا في 12 يونيو من عام 1945. أب لثلاثة أبناء: تامي وطلال ودانيا. حائز على شهادة البكالوريوس في العلوم العامة قسم الكيمياء والجيولوجيا من كلية العلوم بجامعة القاهرة عام 1970.

## عمله
عمل مديرًا للشؤون الفنية والإنتاج في شركة الأسفلت والزيوت (أسبل) في اللاذقية من عام 1970 حتى 1973. منذ عام 1974 عمل في الجزائر أستاذًا للعلوم الفيزيائية والكيميائية وأنشأ (دار العلوم للنشر والتوزيع) ونشر عن طريقها العديد من الكتب العلمية ضمن سلسلة «المعين». وبدأ بممارسة الكتابة والترجمة العلمية عن الإنجليزية عام 1980 ونشرت له المئات من المقالات في مجلات عربية رائدة مثل «العربي» الكويتية و«الفيصل» السعودية و«الدوحة» القطرية و«المجلة العربية» السعودية بالإضافة للعديد من الصحف السيارة. ومنذ عام 1984 عمل مراسلًا لمجلة «الفيصل» السعودية في الجزائر وساهم أثناء ذلك بنقل الكثير من نتاجات المفكرين الجزائريين إلى القراء العرب عن طريق إجراء الحوارات المباشرة معهم من أمثال: الدكتور أبو القاسم سعد الله والدكتور عبد الله ركيبي والدكتور جيلالي اليابس وأبو العيد دودو وعبد الرحمن شيبان ورشيد بوجدرة وعبد القادر السائحي وعبد الملك مرتاض. اهتم أيضًا بكتابة العديد من المقالات عن الفنون الهندسية والتشكيلية للفنانين الجزائريين من أمثال: مصطفى بن دباغ ومحمد راسم الجزائري ومحمد تمام ومحمد إسياخم ومحمد غانم وبشير يلًس وقرماز عبد القادر والفنانة باية وغيرهم. وأنجز أيضًا العديد من الاستطلاعات الميدانية المصوورة حول الدور والقصور التاريخية في الجزائر وحول المدن والمواقع الطبيعية. ومن بين هذه الاستطلاعات: «الجزائر أو مدينة القصبة» نشر في مجلة «مجلة الفيصل» السعودية و«جبال الأطلس.. هذا الفردوس المفقود».
اهتم أيضًا بتقديم العشرات من عروض الكتب المترجمة المطولة لكتب مهمة صادرة بالإنجليزية منذ عام 1980 ولا يزال يمارس هذا النشاط حتى الآن، ومن بين أشهر الكتب التي تصدى لها بالعرض والتحليل في أعوام الثمانينيات: «الطاقة النووية في العالم النامي» لدانييل بونمان، و«السباق نحو التسلح وتوازن الردع» لبروس راسيت وهارفي ستار وغيرها.
حصل على الجنسية الجزائرية عام 1988. وفي عام 1998 بدأ عمله محررًا في جريدة «البيان» التي تصدر في دبي حيث تكفل بتغطية أخبار العلوم والتكنولوجيا بالإضافة لمتابعة مهمة ترجمة الكتب العلمية. وكانت من أهم أعماله ترجمة كتاب بعنوان «رؤى.. كيف سيثوًر العلم القرن الحادي والعشرين» من تأليف العالم الأميركي ذي الأصل الياباني ميشيو كاكو. وهو الكتاب الذي حاز على اهتمام كبير من القراء وأصحاب القرار ونشر في 18 صفحة كاملة. وقام أيضًا بترجمة ونشر كتاب بيل جيتس الشهير تحت عنوان: «العمل وسرعة التفكير في عصر النظام العصبي الرقمي» وكتاب «أسرار مايكروسوفت» تأليف مايكل كوسومانو وريتشارد سيلبي. وكلفته إدارة جريدة «البيان» بافتتاح ملحق مطبوع مصوّر من 16 صفحة بعنوان «سيارات» يصدر كل سبت ويغطي آخر أخبار صناعة السيارات ويعرض لخصائصها ومواصفاتها. وفاز في عام 1999 بجائزة «صحفي السيارات لعام 1999» وهي جائزة عالمية تمنحها شركة «كرايسلر» الأميركية.
في عام 2000 انتقل إلى جريدة «الاتحاد» في أبوظبي وعمل مسؤولًا عن قسم الترجمة ومحررًا لصفحة يومية كاملة تحت عنوان «تكنولوجيا» قام من خلالها بالتصدي بالعرض والتحليل لكل ما يطرأ من ابتكارات جديدة في مجال التكنولوجيا الرقمية والروبوتات والسيارات والطيران ومختلف النشاطات التكنولوجية. وقام منذ ذلك التاريخ وحتى نهاية عام 2011 بترجمة وعرض عشرات الكتب الصادرة بالإنجليزية على صفحات جريدة «الاتحاد»، ومن أشهر تلك الكتب «حياتي» لبيل كلينتون، و«على خط النار» لبرفيز مشرّف، و«الولايات الساقطة» لنعّوم تشومسكي، و«الجراثيم.. سلاح الدمار الشامل» لجوديث ميلر وستيفن إنجلبيرغر ووليام برود، و«قصّة جوجل» لدافيد فايس، و«الانهيار» لجاريد دايموند، و«التاريخ المصوّر لرؤساء الولايات المتحدة» لكلير جيبسون، وغيرها.